# Walhalla (Carolina del Sud)
Walhalla è una città degli Stati Uniti d'America, situata nella Contea di Oconee nello Stato della Carolina del Sud.